# شفالی جاریوالا
شفالی جاریوالا (به انگلیسی: Shefali Jariwala؛ زادهٔ ۲۴ نوامبر ۱۹۸۲ – درگذشتهٔ ۲۷ ژوئن ۲۰۲۵) بازیگر و مدل اهل هند بود.
از جمله فیلم‌هایی که وی در آن‌ها نقش داشته‌است، می‌توان به با من ازدواج می‌کنی؟ اشاره کرد.

## درگذشت
جاریوالا در ۲۷ ژوئن ۲۰۲۵، در سن ۴۲ سالگی به علت ایست قلبی درگذشت. 